# Lifehouse (musikalbum)
Lifehouse är det tredje och självbetitlade studioalbumet från den amerikanska poprock-gruppen Lifehouse. Det gavs ut 22 mars 2005 på Geffen Records
Albumet är annorlunda i stil är bandets tidigare album No Name Face och Stanley Climbfall. De äldre skivorna innehöll tunga gitarriff och medryckande rytm medan Lifehouse innehåller långsammare melodier och nynnande sång av Jason Wade.
Skivan fick blandade recensioner, men var mer populär än Stanley Climbfall, och hade i november 2009 sålts i 960 000 exemplar i USA. En stor del av skivans popularitet kommer av singeln "You and Me" som låg på topplistor i flera månader.

## Låtlista
1. "Come Back Down" - 4:36
2. "You and Me" - 3:15
3. "Blind" - 5:01
4. "All In All" - 2:56
5. "Better Luck Next Time" - 3:38
6. "Days Go By" - 3:24
7. "Into The Sun" - 5:21
8. "Undone" - 3:25
9. "We'll Never Know" - 3:25
10. "Walking Away" - 4:46
11. "Chapter One" - 3:39
12. "The End Has Only Begun" - 4:22

### B-sidor
Följande låtar spelades in samtidigt som albumet och har funnits med på olika specialutgåvor.
- "Today" – 3:01
- "Along The Way" – 4:03
- "Through These Times" – 4:12
- "Butterfly" - 3:55
- "Ordinary Pain" – 3:12
- "Better Part Of Me" – 3:22